# Leucocarbo nivalis
El cormorán de la Heard (Leucocarbo nivalis) es una especie de ave suliforme de la familia Phalacrocoracidae endémica de la isla Heard, perteneciente a Australia y localizada en el océano Antártico a unos 4100 km al suroeste de Perth.

## Descripción
El cormorán de la isla Heard mide unos 77 cm de largo, con una envergadura alar de 120 cm y un peso de unos 3 kg. Tiene el plumaje principalmente negro, con las partes inferiores blancas. Sus mejillas y cobeteras auriculares son blancas, y también tiene listas blancas en las alas. Presenta un pequeño penacho rezado en la frente. Sus patas son rosadas Los adultos en época de cría presentan un par de carúnculas naranjas sobre la base del pico delante de los ojos y anillos oculares azules.

## Taxonomía
Anteriormente se consideraba una subespecie del cormorán imperial pero en la actualidad se considera una especie separada.  El cormorán de la Heard se clasifica en el género Leucocarbo, aunque antes se incluía en Phalacrocorax.

## Distribución y hábitat
El cormorán de la Heard se reproduce únicamente en la isla Heard. Aparte de descansar criar y descansar en la isla, su hábitat es marino.

## Comportamiento
El cormorán de la Heard es gregario y descansa en grupos desde 10-20 individuos hasta varios cientos.

### Alimentación
Busca alimento en aguas costeras poco profundas, y su dieta se compone principalmente de poliquetos y peces. La proporción de pescado en su dieta es mayor cuando crían a sus polluelos.

### Reproducción
Estos cormoranes están presentes todo el año en la isla Heard, donde crían anualmente en colonias. El cortejo tiene lugar entre agosto y principios de octubre. Su nido son montículos construidos principalmente de estipes de algas, raíces, mantillo del suelo de herbazales de Poa cookii de una altura de unos 22 cm. La distancia mínima entre nidos es de unos 50 cm. Suelen poner entre dos y tres huevos. La puesta se realiza principalmente entre mediados de septiembre y noviembre, y as eclosiones se producen entre noviembre y febrero. Los polluelos dejan el nido entre enero y marzo.

## Conservación
La población del cormorán de la Heard se estima en unas 1000 parejas reproductoras. Se clasifica como especie vulnerable en la ley australiana de protección del medio ambiente y conservación de la biodiversidad de 1999, porque su población es pequeña y localizada, y está sujeta a fluctuaciones de su éxito reproductivo por las condiciones climáticas y la disponibilidad de alimento. Una amenaza potencial es el cambio climático que afecte a las temperaturas del mar y por ello a su suministro de alimento.